# Eriopyga orbica
Eriopyga orbica là một loài bướm đêm trong họ Noctuidae.